# Pilica (Warka)
Pilica ist eine Ortschaft mit einem Schulzenamt der Landgemeinde Warka im Powiat Grójecki der Woiwodschaft Masowien in Polen.

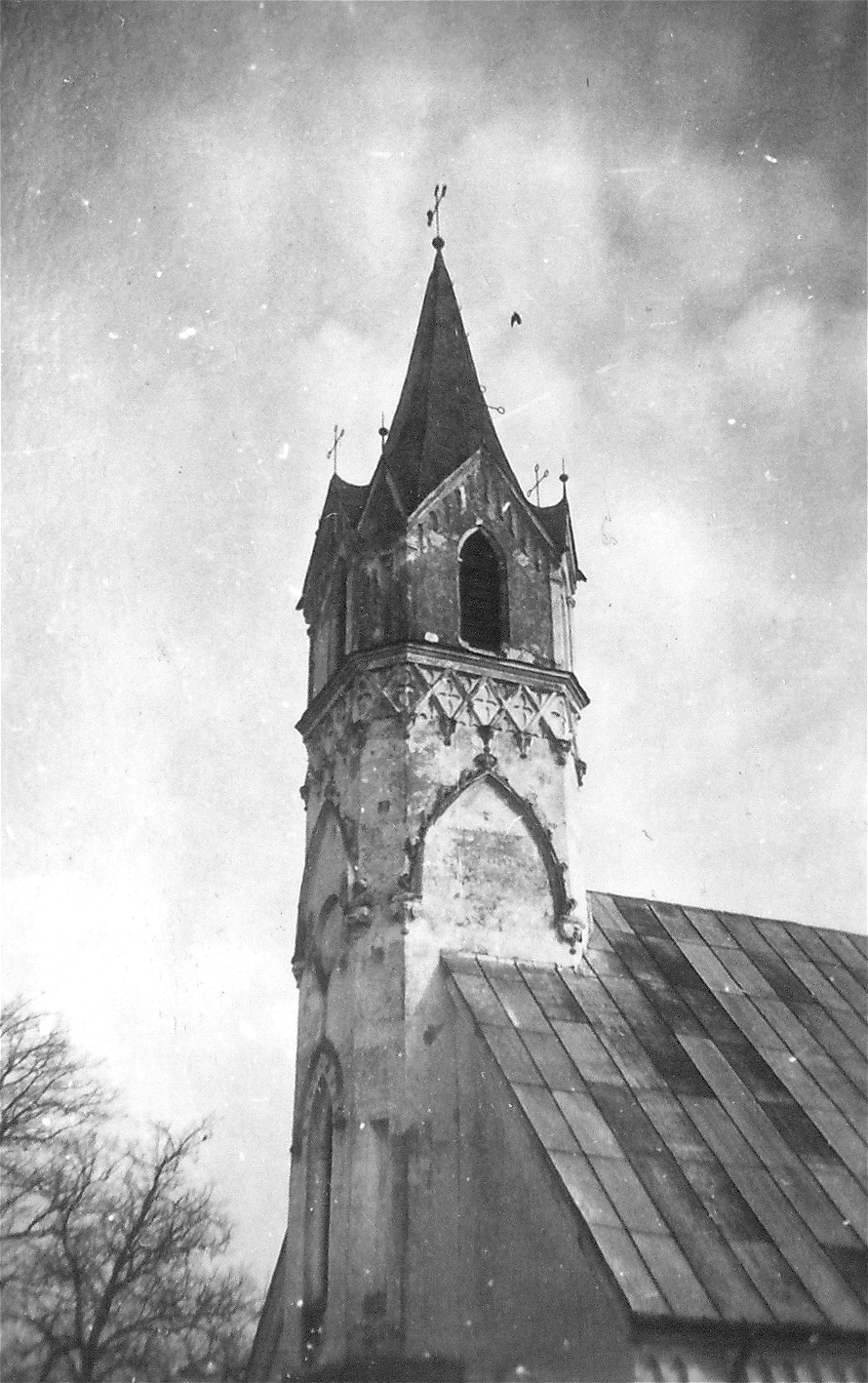
Evangelische Kirche um das Jahr 1939

## Geschichte
Der Ort am linken Ufer der Pilica, nahe der Mündung in die Weichsel, wurde im Jahr 1425 erstmals urkundlich erwähnt. Administrativ gehörte es zum Czersker Land in der Woiwodschaft Masowien.
Vor der Dritten Teilung Polens gehörte Pilica zu August Fryderyk Moszyński. Ab 1795 Teil des Südpreußens. Damals gehörte das Dorf zu Maria Anna Herzogin von Württemberg geb. Prinzessin Czartoryska. 1809 kam es ins Herzogtum Warschau und 1815 ins neu entstandene russisch beherrschte Kongresspolen. 1823 gab es 23 Häuser mit 187 Einwohnern. Nach dem Novemberaufstand gehörte es zu Adam von Württemberg, der deutsche Siedler in Pilica ansiedelte. Die 1828 zunächst für die katholischen Einwohner erbaute Kapelle wurde der evangelischen Gemeinde durch Prinz Adam geschenkt. Die evangelische Gemeinde bestand bis 1945. Der Friedhof wurde in den Jahren 1836–1944 benutzt.
Nach dem Ende des Ersten Weltkriegs kam Pilica zu Polen. Im Zweiten Weltkrieg gehörte es zum Generalgouvernement. Der Palast und die Kirche wurden im August 1944 zerstört. Von 1975 bis 1998 gehörte Pilica zur Woiwodschaft Radom.

## Persönlichkeiten
- Jakub Epstein, Finanzier, geboren 1771 in Pilica
- Karl August Freyer (1801–1883), Komponist und Organist, lebte in Pilica ab dem Jahr 1879
- Franciszek Lessel (um 1780–1838), Komponist, arbeitete in Pilica in den 1820er Jahren
- Adolf Tochterman, Arzt, geboren 1892 in Pilica